# Pimelodella laurenti
Pimelodella laurenti är en fiskart som beskrevs av Fowler, 1941. Pimelodella laurenti ingår i släktet Pimelodella och familjen Heptapteridae. Inga underarter finns listade i Catalogue of Life.